# Anomala granulicauda
Anomala granulicauda är en skalbaggsart som beskrevs av Lin 1989. Anomala granulicauda ingår i släktet Anomala och familjen Rutelidae. Inga underarter finns listade i Catalogue of Life.